# Radek Příhoda
Radek Příhoda (Louny, 25 maart 1974) is een Tsjechisch voormalig voetbalscheidsrechter. Hij was in dienst van FIFA en UEFA tussen 2008 en 2018. Ook leidde hij van 2005 tot 2018 wedstrijden in de Fortuna liga.
Op 22 mei 2005 leidde Příhoda zijn eerste wedstrijd in de Tsjechische nationale competitie. Tijdens het duel tussen FK Jablonec en Sparta Praag (3–0 voor Jablonec) trok de leidsman tweemaal de gele en eenmaal de rode kaart. In Europees verband debuteerde hij tijdens een wedstrijd tussen Tsjerno More Varna en UE Sant Julià in de eerste voorronde van de UEFA Cup; het eindigde in 4–0 en Příhoda gaf negen gele kaarten en één rode. Zijn eerste interland floot hij op 12 oktober 2012, toen Polen met 1–0 won van Zuid-Afrika. Tijdens dit duel gaf Příhoda gele kaarten aan de Polen Damien Perquis en Rafał Murawski en aan de Zuid-Afrikaan Dean Furman.

## Interlands
| Datum           | Plaats                 | Wedstrijd                 | Uitslag | Competitie        | Kreeg geel | Kreeg voor de tweede keer geel en dus rood | Weggestuurd |
| --------------- | ---------------------- | ------------------------- | ------- | ----------------- | ---------- | ------------------------------------------ | ----------- |
| 12 oktober 2012 | Warschau, Polen        | Polen – Zuid-Afrika       | 1 – 0   | Vriendschappelijk | 3          | 0                                          | 0           |
| 26 maart 2016   | Boedapest, Hongarije   | Hongarije – Kroatië       | 1 – 1   | Vriendschappelijk | 6          | 0                                          | 0           |
| 1 juni 2017     | Neuchâtel, Zwitserland | Zwitserland – Wit-Rusland | 1 – 0   | Vriendschappelijk | 3          | 0                                          | 0           |